# Skoky do vody na mistrovství Evropy v plaveckých sportech 1938
Závody v skocích do vody na mistrovství Evropy v plaveckých sportech za rok 1938 proběhly v Londýně, Spojené království ve dnech 6. až 13. srpna 1938.

## Československá stopa
Československo reprezentoval Josef Nesvadba (*1909) z pražského klubu Slavie. V disciplíně skoku z 3 m prkna obsadil 10. místo z 12 závodníků.

## Výsledky
| Muži              | Zlato                    | Zlato  | Stříbro                      | Stříbro | Bronz                   | Bronz  |
| ----------------- | ------------------------ | ------ | ---------------------------- | ------- | ----------------------- | ------ |
| Skoky z 3 m prkna | Erhard Weiß (GER)        | 148,02 | Friedrich Haster (GER)       | 137,50  | Frederick Hodges (GBR)  | 132,52 |
| Skoky z 10 m věže | Erhard Weiß (GER)        | 124,67 | Hans Kitzig (GER)            | 121,53  | László Hidvégi (HUN)    | 107,22 |
| Ženy              | Zlato                    | Zlato  | Stříbro                      | Stříbro | Bronz                   | Bronz  |
| Skoky z 3 m prkna | Elizabeth Sladeová (GBR) | 103,60 | Gerda Daumerlangová (GER)    | 102,28  | Edna Childová (GBR)     | 100,40 |
| Skoky z 10 m věže | Inge Beekenová (DEN)     | 37,09  | Ann-Margret Nirlingová (SWE) | 36,92   | Susanne Heinzeová (GER) | 36,39  |

## Medailová bilance
Ve skocích do vody se rozdělily celkem 4 sady medailí.
| Pořadí | Stát                      |       | Muži    | Muži  | Muži  |         | Ženy  | Ženy  | Ženy    |       | Muži + Ženy | Muži + Ženy | Muži + Ženy | Celkem |
| Pořadí | Stát                      | Zlato | Stříbro | Bronz | Zlato | Stříbro | Bronz | Zlato | Stříbro | Bronz |             |             |             | Celkem |
| ------ | ------------------------- | ----- | ------- | ----- | ----- | ------- | ----- | ----- | ------- | ----- | ----------- | ----------- | ----------- | ------ |
| 1.     | Německá říše (GER)        |       | 2       | 2     | 0     |         | 0     | 1     | 1       |       | 2           | 3           | 1           | 6      |
| 2.     | Spojené království (GBR)  |       | 0       | 0     | 1     |         | 1     | 0     | 1       |       | 1           | 0           | 2           | 3      |
| 3.     | Dánsko (DEN)              |       | 0       | 0     | 0     |         | 1     | 0     | 0       |       | 1           | 0           | 0           | 1      |
| 4.     | Švédsko (SWE)             |       | 0       | 0     | 0     |         | 0     | 1     | 0       |       | 0           | 1           | 0           | 1      |
| 5.     | Maďarské království (HUN) |       | 0       | 0     | 1     |         | 0     | 0     | 0       |       | 0           | 0           | 1           | 1      |
| Celkem | Celkem                    |       | 2       | 2     | 2     |         | 2     | 2     | 2       |       | 4           | 4           | 4           | 12     |